# HMS Falmouth (L34)
«Фалмут» (англ. HMS Falmouth (L34)) — військовий корабель, шлюп типу «Шоргам» Королівського військово-морського флоту Великої Британії за часів Другої світової війни.

## Історія створення
Шлюп «Фалмут» був закладений 14 серпня 1931 року на верфі військово-морської бази у Девонпорті. Спущений на воду 19 квітня 1932 року, вступив у стрій 27 жовтня того ж року.

## Історія служби
Після вступу у стрій «Фалмут» ніс службу на Китайській станції. У серпні 1937 року, після початку японсько-китайської війни, брав участь в евакуації британських військовослужбовців зі Шанхаю.
У 1940 році пройшов ремонт в Гонконзі, під час якого отримав ще одну кулеметну установку. Після ремонту був переведений в Коломбо, потім в район Перської затоки. 26 червня 1940 року потопив італійський підводний човен «Луїджі Гальвані». У грудні 1940 року пройшов ремонт в Бомбеї, після чого повернувся до Перської затоки.
У серпні 1941 року брав участь в окупації  Абадану та Басри. У жовтні прибув до Суецу, але зі вступом Японії у війну був переведений на Цейлон. Ніс службу на комунікаціях між Бомбеєм та Аденом. З липня 1943 року супроводжував конвої біля східного узбережжя Африки. 
У липні 1945 року прибув в Коломбо, потім діяв поблизу узбережжя Бірми. 
Весь 1946 рік «Фалмут» перебував у Перській затоці. Після повернення до метрополії переобладнаний на навчальний корабель та перейменований на «HMS Calliope». Зданий на злам у 1968 році.